# Juan Antonio Ríos
Juan Antonio Ríos Morales (Cañete, 10 de novembro de 1888 — Santiago, 27 de junho de 1946) foi um advogado e político chileno, militante do Partido Radical e presidente de seu país (1942-1946).